# 애프터스쿨
애프터스쿨은 대한민국의 걸그룹으로, 플레디스 소속이다.

## 활동

### 데뷔 과정
애프터스쿨은 데뷔 당시 5인조의 걸 그룹으로 2년 동안 극비리에 준비해왔던 그룹이라고 소속사 측이 말하였다. 애프터스쿨의 멤버들은 이전 경력도 화려한 편인데, 주연은 데뷔 전부터 인터넷 얼짱 출신으로 이미 사람들에게 알려져 있었고 데뷔 전 CF에 출연하기도 하였다. 가희는 수준급 댄스 실력으로 DJ DOC, 보아, 김현정 등의 백댄서를 하였고 메이다니의 춤 선생님 등으로 활동하였다. 또한 가희는 미국에서 손담비와 같이 그룹 에스블러쉬로 활동하면서 빌보드 Hot Dance Club 2위까지 올라가기도 하였다. 정아는 데뷔 전 '키스파이브'라는 그룹으로 활동하였다. 또한 소영은 2005년 'TV유치원 하나둘셋'의 22대 '하나언니'로 당시 본명 주소영으로 활동했었고, 같은 해 5월에는 제75회 춘향제-춘향선발대회에서 '선'에 당선되기도 하였다.
한편, 홍진영이 해당 그룹 멤버 물망에 한때 거론됐지만 본인의 데뷔 그룹이었던 '스완' 소속사가 망해 그룹이 해체된 좋지 않은 추억 때문에 거절하기도 했다.

### 2009–10: 초기 활동
애프터스쿨은 2009년 1월 15일 데뷔 싱글 〈New Schoolgirl〉을 발매하면서 데뷔하였다. 데뷔 전 손담비가 멤버로 합류한다는 이야기가 있었으나, 함께하지 않았으며 애프터스쿨은 대한민국의 푸시캣 돌스라는 콘셉트로 활동을 시작하였다. 1월 17일 타이틀곡 〈AH〉와 〈Play Girlz〉 무대를 선보이며 데뷔하였다. 데뷔 싱글 활동을 끝내고 새 멤버로 유이를 영입하며 2009년 4월 9일 디지털 싱글 〈Diva〉를 발매하였다. 애프터스쿨은 6월 6일 서울에서 열린 푸시캣 돌스의 내한공연에 초대되어 공연하였고 6월 10일 싸이월드 디지털 뮤직 어워드에서 루키 오브 더 먼스를 받았다. 한편, 유이는 영입되자마자 드라마 《선덕여왕》, 《미남이시네요》, 삼성전자 애니콜 광고, 이 외에 예능 등 활동을 하며 많은 인기를 얻었다. 또 꿀벅지라는 신조어 열풍을 일으키며 2009년 네이버 올해의 검색어 순위 1위에 오를 정도였다. 2009년 10월 초창기 멤버 소영이 학업문제로 인하여 탈퇴를 하게 되었다.

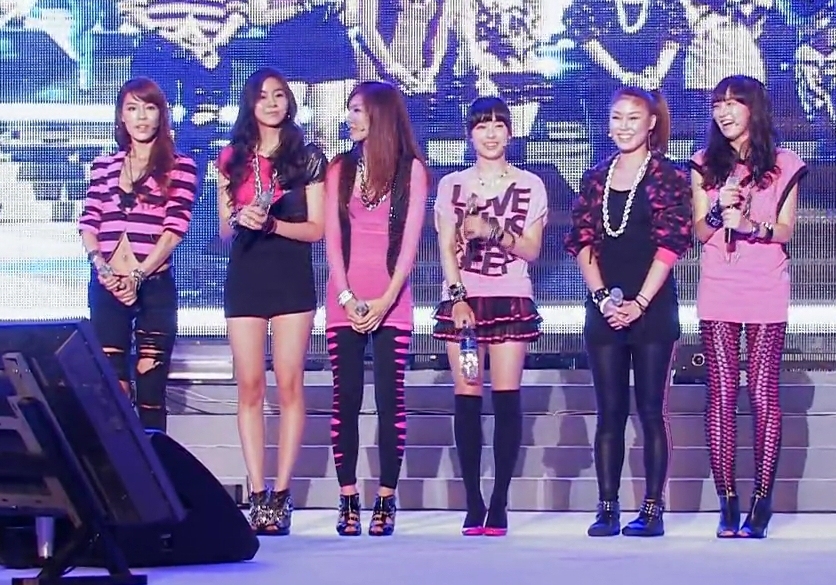
2009년 던전앤파이터 페스티벌에서 "Diva" 공연 중
왼쪽부터 가희, 유이, 정아, 소영, 베카, 주연

소영이 탈퇴한 후 2009년 11월 새멤버 나나와 레이나의 영입을 알렸다. 이로써 애프터스쿨은 7인조로 재편성되었고 두 번째 싱글 〈너 때문에〉를 발매한다. 이번 싱글은 애프터스쿨의 이전 작품과 달리 서정적인 느낌의 일렉트로 팝 장르의 노래로, 음반 선주문이 걸그룹으로는 이례적으로 3만장이 되는 등 좋은 출발을 보였다. 2009년 11월 30일 곰TV에서 뮤직비디오가 공개되었는데, 1시간만에 조회수가 10만을 돌파했고, 이후에도 2주 동안 재생수 1위를 차지했다. 〈너 때문에〉는 음원 사이트에서 3주 동안 1위를 유지했고, 12월 20일 《인기가요》에서 데뷔 후 첫 지상파 1위를 했다. 이후에도 2번 더 1위를 하면서 트리플크라운을 달성했다. 2010년 1월 8일 《뮤직뱅크》에서 데뷔 후 첫 지상파 1위를 차지한 데 이어 2010년 1월 22일 〈너 때문에 Remix〉 발매하고 리믹스 버전으로 잠시동안 활동했다. 1월 31일 일본에서 열린 빌보드 재팬 뮤직 어워드 2009에서 2009 올해의 K-Pop 신인가수상을 받았다. 이 외에 제19회 하이원 서울가요대상에서도 신인상을 받았다. 애프터스쿨은 후속곡 〈When I Fall〉로 일주일간 활동하고 두 번째 싱글의 활동을 마쳤다. 2010년 3월 19일에는 국제 페스티벌 무대인 태국 파타야에서 열린 제8회 2010 파타야 국제뮤직 페스티벌에도 참석하였다.
애프터스쿨은 2010년 3월 25일 새 싱글 〈Bang!〉을 발매하였다. 이번 컨셉은 섹시 마칭 밴드(marching band)이다. 싱글 발매에 앞서 새 멤버 리지가 공개되었고, 애프터스쿨은 2010년부터 8인조로 활동하게 되었다. 3월 26일 《뮤직뱅크》에서 〈Let's Do It!〉의 드럼 퍼포먼스와 〈Bang!〉의 파워풀하고 섹시한 댄스를 선보이며 컴백했다. 음원차트에서도 상위권에 머물고 있었으나, 컴백당일 26일 천안함 침몰 사건이 일어나면서 거의 한 달간 방송 활동을 못 하였다. 이후 4월이 되어서야 《음악중심》, 《인기가요》에서 컴백무대를 가졌다. 6월 4일 《뮤직뱅크》에서 "Let's Do It!"과 "Bang!"을 선보이며 음악 방송 활동을 종료하였고, 곧 3인조 유닛 그룹이 나온다고 발표하였다. 2010년 12월 7일 애프터스쿨은 〈Happy Pledis 1st Album〉을 발매하였는데, 이 앨범은 크리스마스를 맞아 기획한 자선앨범이다. 타이틀 곡은 〈Love Love Love〉로 연말 파티룩이란 컨셉을 잡았다. 이번 앨범에는 멤버 베카가 빠져 있는데, 이는 베카가 고향인 하와이주에서 휴식을 취하고 있기 때문이라고 소속사 측은 설명했다. 2011 슈퍼스타홍백예능대상에 현지 연예인들과 함께 참석했다. 한편, 2010년 7월 애프터스쿨은 새멤버 오디션을 통해 이영을 낙점했고, 12월 31일 MBC 《가요대제전》을 통해 처음으로 무대에 섰다.

### 2011–13: Virgin과 일본 데뷔

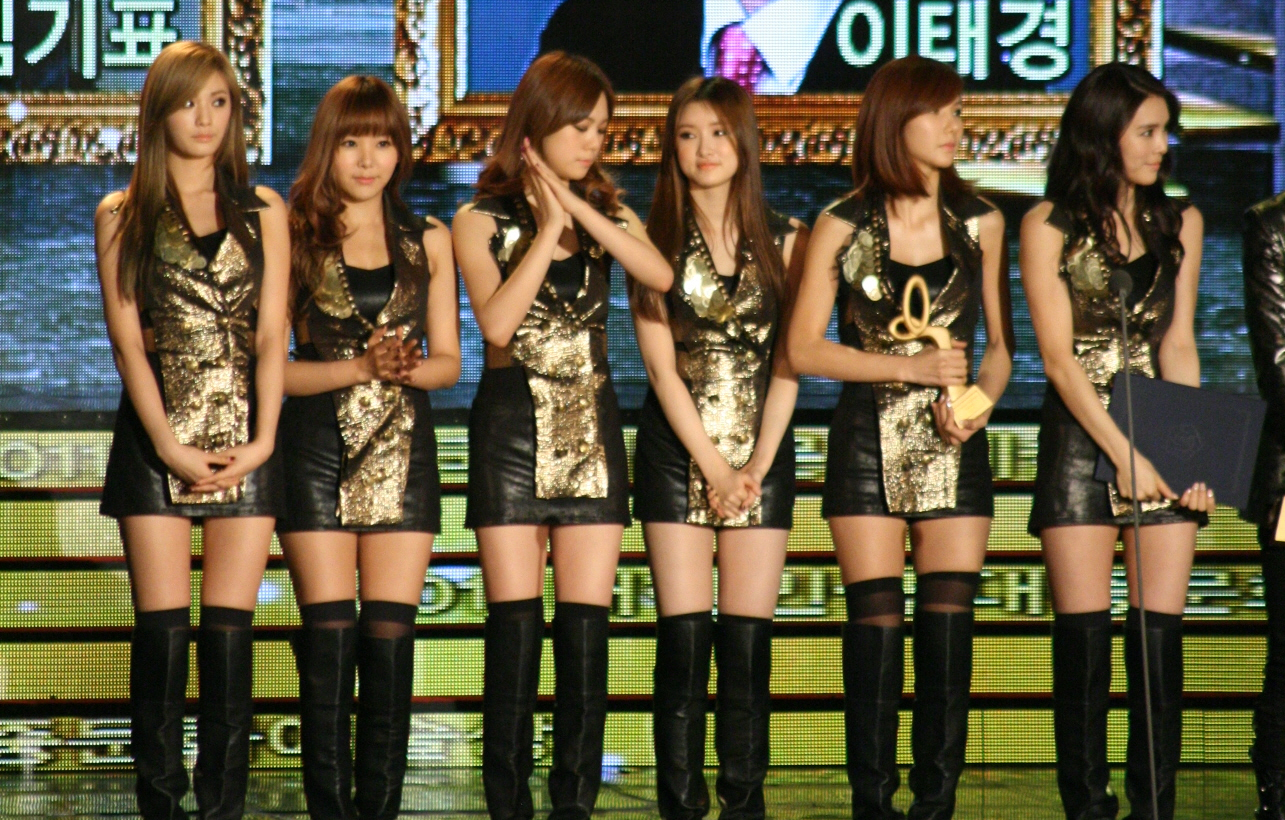
2011년 대한민국대중문화예술상에서 애프터스쿨

2011년 4월 29일 애프터스쿨은 첫 정규 음반 《Virgin》을 발매하였다. 타이틀곡 〈Shampoo〉는 가온 디지털 차트 4위까지 진입하였다. 발매일과 같은 날 《뮤직뱅크》를 통해 첫 컴백 무대를 펼쳤다. 이날 무대에서 〈Let's Step Up〉과 〈Shampoo〉무대를 선보였는데, 〈Let's Step Up〉 안무인 탭댄스를 추다 무대 일부가 내려 앉는 사고가 발생했다. 세계적인 탭댄서 조셉 위건은 애프터스쿨의 탭댄스를 보고 "애프터스쿨의 탭댄스 뮤직비디오를 봤는데 엄청난 매력을 지닌 그룹인 것 같다. 한국을 넘어 세계에 내놓아도 손색없을 것"이라고 평했다. 이 외에 세계적인 탭댄서들이 호평을 했다. 한편, 애프터스쿨의 1기 멤버 베카가 학업을 이유로 2011년 6월 애프터스쿨을 졸업해 탈퇴를 한 소영과 다르게 1기 졸업생이 되었다. 이에 따라 애프터스쿨은 8인조가 되었고, 2011년 7월 11일 베카의 자작곡이 수록된 디지털 싱글 〈Take Me To The Place〉을 끝으로 베카는 음악 활동을 중단하였다.
애프터스쿨은 2011년부터 일본 진출을 계획하였다. 2011년 6월 17일 일본 아카사카브리츠에서 데뷔 쇼케이스를 펼쳐 3,000명이 넘는 관객을 모았으며, "뛰어난 미각 그룹", "환상의 퍼포먼스 그룹"이라는 평을 들었다. 8월 17일 대한민국에서 발매했던 〈Bang!〉을 약간 편곡한 일본 데뷔 싱글 〈Bang! (Japan ver.)〉을 발매하였다. 발매 당일 오리콘 데일리 싱글차트 6위에 올랐다. 이후 첫 주 23,760만 장의 판매량을 기록해 오리콘 위클리차트 7위에 올랐고, 이는 대한민국 걸 그룹의 데뷔 싱글 첫 주 판매량으로는 세 번째로 높은 판매량이다. 11월 23일에는 두 번째 일본 싱글 〈Diva (Japan ver.)〉를 발매하였으나, 오리콘 데일리 차트 11위, 오리콘 위클리 차트 12위에 오르며 전작에 비하여 성과는 저조하였다. 12월 1일에는 플레디스 엔터테인먼트 연습생, 손담비와 함께 〈Happy Pledis 2012 'Love Letter'〉를 발매하였다. 2012년 1월 25일 세 번째 일본 싱글 〈Rambling girls/Because of you〉를 발매해 오리콘 데일리 차트 6위에 올랐으며, 18,000장 이상의 판매고를 올렸다. 2월 29일에는 일본 정규 음반 발매에 앞서 디지털 싱글 〈Just in time〉을 발매했고, 전속 모델로 계약되어 있는 가방 브랜드 사만타 타바사의 CM송으로 사용되었다. 3월 14일에는 첫 번째 일본 정규 음반 《PLAYGIRLZ》를 발매하였다. 이 음반은 오리콘 데일리 앨범 차트에 6위, 위클리 앨범 차트에는 8위에 올랐다. 2012년 4월 17일부터는 첫 일본 콘서트 투어 “Playgirlz”를 시작하였다. 6월 17일까지 도쿄 2회, 나고야, 오사카 각각 1회 총 4회로 이루어졌다. 이후 콘서트 실황을 담은 《AFTERSCHOOL First Japan Tour 2012 -PLAYGIRLZ-》라는 DVD 음반이 2013년 3월 27일 발매되었다.

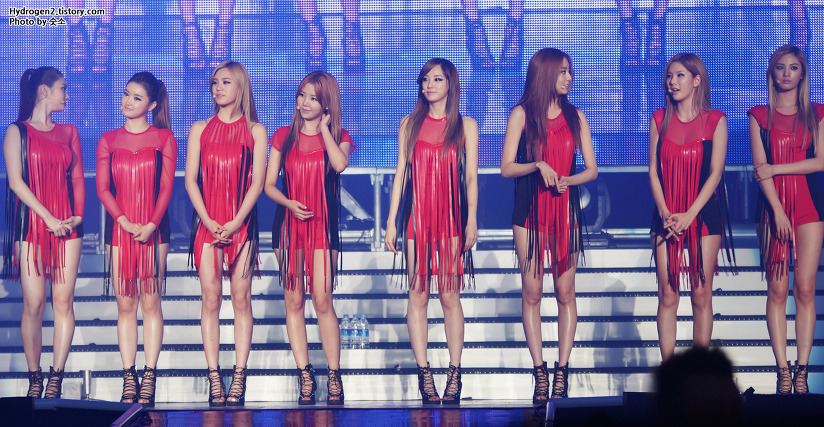
2012년 7월 6일 게스 파티에서 공연 중의 애프터스쿨.

애프터스쿨의 소속사 플레디스 엔터테인먼트는 2012년 4월 새 멤버를 애프터스쿨에 영입한다고 밝혔고, 다음 날 공식적으로 가은이 영입되었다. 그리고 애프터스쿨은 6월 13일 일본 4번째 싱글 〈Lady Luck/Dilly Dally〉를 발매하여 애프터스쿨 자체 최고 기록인 오리콘 데일리 차트 3위에 오르는 성과를 이루었다. 〈Lady Luck/Dilly Dally〉의 발매 시기는 6월이지만 4월에 입학한 신입생 가은 대신 6월 5일에 졸업 발표를 한 1대 리더 가희가 활동하였다. 이에 대하여 소속사는 일본 내에서의 애프터스쿨의 인지도 때문에 가희는 대한민국에서의 애프터스쿨로서의 모든 활동은 마쳤으나 일본 활동은 9월까지 지속할 것이라고 밝혔다. 일본에서의 활동이 끝난 후 멤버 가희가 졸업을 발표하며 소영, 베카에 이어 3번째로 팀을 떠났으며 베카를 이어 2번째 졸업생이 되었다. 1대 리더 가희의 졸업식은 대한민국에서의 3번째 팬미팅에서 열렸다. 2대 리더는 정아가 이어 받았다.
한편 애프터스쿨은 대한민국에서 6월 20일 5번째 싱글인 〈Flashback〉을 발매하여 활동하였다. 타이틀곡은 'Flashback'이었으며, 음악방송 컴백 무대에서는 타이틀곡과 함께 일본 정규 1집 PLAYGIRLZ에도 수록되어 있는 'Rip off'의 한국어 버전을 선보였다. 타이틀곡인 'Flashback'을 포함한 여러 수록곡들이 각종 음원 사이트의 실시간 차트 1위를 하였다. 모든 음악방송을 통틀어 최고 성적은 엠카운트다운에서의 1위 후보였다.
2013년 3월 27일 일본의 에이벡스에서 첫 번째 컴필레이션 음반인 《THE BEST OF AFTERSCHOOL 2009-2012 -Korea Ver.-》를 발매하였다. 5월 30일 애프터스쿨은 여섯 번째 싱글 앨범 《첫사랑》의 1차 이미지 티저를 공개하였으며, 다음날 2차 이미지 티저를 공개하였다. 또한 6월 5일 나나의 개인컷이 담겨 있는 3차 이미지 티저를 공개하였다. 계속하여 앨범 홍보 활동을 하던 중 멤버 리지의 발목 인대 부상이 기사를 통해 알려졌으며, 그에 따라 리지의 모든 활동이 중단되었다. 그리고 6월 10일 로엔 엔터테인먼트의 유튜브 공식 채널을 통해 타이틀 곡 〈첫사랑〉의 뮤직비디오 티저를 공개하였다. 2013년 6월 13일 애프터스쿨은 여섯 번째 싱글 앨범 《첫사랑》을 공식적으로 발매했으며, 앨범의 전 음원을 각종 음원사이트를 통해 공개하였다. 그리고 애프터스쿨은 멤버 리지를 제외한 7인조로 Mnet 《엠카운트다운》, MBC 《쇼!음악중심》, SBS 《인기가요》, MBC 뮤직 《쇼챔피언》을 통해 음악 방송에서 컴백 무대를 가졌다. 그러나 6월 19일 멤버 나나가 MBC 뮤직 《쇼챔피언》 사전녹화가 끝난 후 무대에서 내려오는 도중 추락하는 사고를 겪게 되어 애프터스쿨은 리지와 나나가 빠진 6인조 체제로 활동을 이어갔다. 7월 21일 애프터스쿨은 SBS 《인기가요》에서의 마지막 방송을 끝으로 《첫사랑》의 활동을 공식적으로 마무리하였다. 2013년 10월 2일 일본 5번째 싱글 〈Heaven〉을 발매하여 활동하였다.

### 2014–20: 일본 활동, 계속된 공백기와 개인 활동
2014년 1월 19일 애프터스쿨의 6번째 일본 〈Shh〉를 발매하였다. 이 싱글은 16,000장 이상을 판매하여 오리콘 데일리 싱글 차트 7위에 진입하였다. 2월 21일 용감한형제가 프로듀싱한 디지털 싱글 〈일주일〉이 공개되었으며, 이 싱글은 현재까지 애프터스쿨의 대한민국에서의 마지막 음원이다. 3월 19일 애프터스쿨의 두 번째 일본 정규 앨범 《Dress to kill》을 발매하였다. 이 앨범은 기존에 발매된 싱글 〈Heaven〉과 〈Shh〉의 타이틀곡을 포함해 12곡의 트랙이 담겨져 있다. 이후 11월 21일부터 24일까지 두 번째 콘서트 투어인 “Dress to SHINE”를 일본 도쿄와 오사카 등에서 개최하였다. 2014년 12월 31일을 끝으로 애프터스쿨의 멤버 주연이 소속사와의 계약이 만료되어, 이듬해 1월 1일 애프터스쿨에서 졸업하였다.
2015년 3월 플레디스 엔터테인먼트의 정해창 대표는 2015년 하반기에 새 음반을 낼 계획이 있다고 말하였으나, 애프터스쿨은 컴백하지 않았다. 2015년은 리지의 솔로 데뷔 및 연기 및 예능, 유이의 예능 및 연기, 나나의 예능, 레이나의 솔로 앨범 등 멤버들의 개인 활동으로 완전체 그룹 활동 없이 마무리되었다. 한편, 2015년 3월 18일 에이벡스를 통하여 두 번째 컴필레이션 음반인  《AFTERSCHOOL BEST》가 발매되었다. 이 음반은 일본어로 된 애프터스쿨 곡을 모은 것이다.
2016년 1월 28일 리더 정아가 소속사와의 계약 만료로 애프터스쿨을 다섯 번째로 졸업하였다. 2017년 5월 31일 멤버 유이도 같은 이유로 애프터스쿨에서 여섯 번째로 졸업하면서, 애프터스쿨은 데뷔 이래 8년 만에 다시 5인조로 개편되었다. 2018년 4월 30일 리지도 그룹을 떠나게 되었다. 2018년 6월부터 8월까지 가은이 12명의 우승자를 걸 그룹으로 데뷔시키는 엠넷의 PRODUCE 48에 참가하여 내내 높은 중간 순위를 유지하면서 재데뷔가 유력하여 보였으나, 마지막회에서 14위로 밀려 탈락했다. 그러나 이것은 조작이었으며 실제 순위는 5위였던 것으로 밝혀졌다. 2019년 7월 6일을 끝으로 가은이 플레디스와 계약 만료 후 애프터스쿨 졸업과 함께 플레디스와 결별함에 따라, 애프터스쿨은 3인조로 개편되었다. 2019년 12월 27일을 끝으로 레이나가 플레디스와 계약 만료 후 플레디스와 결별했고 2020년 1월 이영도 플레디스와 결별하면서, 애프터스쿨은 자연스럽게 해체하게 되었다.

## 음악 스타일
애프터스쿨은 1년간 대한민국에서 극비리에 준비되어왔고, 데뷔 당시 대한민국의 푸시캣 돌스라는 컨셉으로 출발했다. 첫 번째 싱글 "New Schoolgirl"의 타이틀 곡 "AH"는 섹시한 컨셉을 강조했지만, 《이즘》에서는 "가수의 기량을 읽을 수 있는 부분이나 은은한 감동을 느낄 수 있는 점이 전무하다"고 평가했다. 이후 애프터스쿨은 일본으로 진출한다고 발표하자 일본 언론 《산케이스포츠》는 "카라와 소녀시대를 합쳐 놓았다"고 평했고, 《스포츠호치》는 "섹시, 스타일, 쇼 등 일본에 없는 3S를 모두 갖춘 아티스트"라고 말했다.
또한 애프터스쿨은 최고의 퍼포먼스 걸 그룹으로 꼽힌다. 세 번째 싱글 "Bang!" 활동 당시 드럼 퍼포먼스를 펼쳤었는데, 이를 위해 8개월 동안 연습을 했다. 이후 1집 《Virgin》 활동에서는 탭댄스를 선보였다. 또한 2013년 〈첫사랑〉 활동에서는 폴 댄스를 하였으며, 연습에만 수 개월이 걸렸다고 알려졌다.

## 유닛 활동

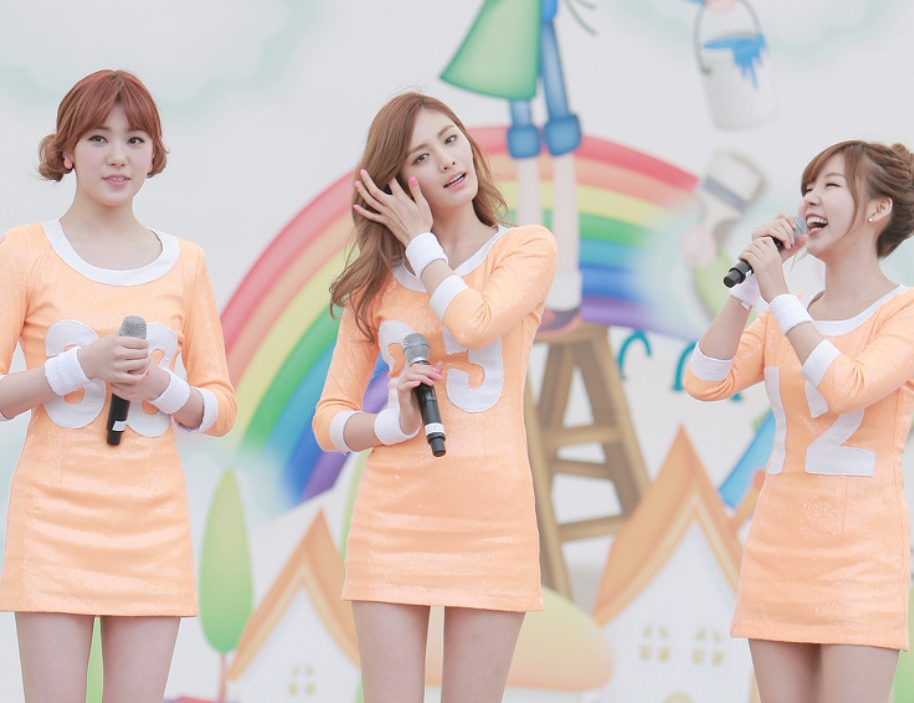
애프터스쿨의 유닛 그룹 오렌지 캬라멜.

애프터스쿨은 브런치 파티를 할 적에 3명, 3명, 1명이 나뉘어 유닛활동을 한다고 밝혔으며 제일 처음에 발표한 유닛그룹은 '오렌지 캬라멜'로 2010년 6월 7일 첫 멤버 나나의 스틸컷을 공개하였고, 9일에는 두 번째 멤버 레이나가 뽑혀 스틸컷을 공개하였다.이후 마지막 멤버인 리지의 공개를 끝으로 모두 공개하였고 14일 티저사진에서는 이전의 파워풀하고 섹시한 이미지와는 반대로 핑크빛 의상의 재킷 커버가 공개되어 화제가 되었기도 하였으며 2010년 6월 18일 처음으로 뮤직뱅크에서 컴백무대를 가졌는데, 초록빛 드레스 와 깜찍발랄한 안무 등으로 팬들에게 충격을 안겨주었으며 깜찍한 컨셉 덕분인지 초등학생들에게 특히 인기가 많았다고 UFO타운 관계자가 말하기도 하였다. 현재까지도 오렌지 캬라멜은 초등학생에게 인기가 많다고 하여 "초통령" 이라고 불리고 있다. 이후 2010년 11월 18일 오렌지 캬라멜은 두 번째 EP 음반 《아잉♡》을 발매하고, 19일 뮤직뱅크에서 컴백해 동명의 타이틀곡 〈아잉♡〉으로 활동을 시작했다. 오렌지 캬라멜은 중화권 그룹 명인 등자초당으로 본격적인 활동을 하기 위해 아시아 프로젝트를 기획하였고, 2011년 3월 30일 새 음반의 자켓 사진을 공개하면서 컴백을 예고했다. 자켓 속의 오렌지 캬라멜은 펑키한 헤어스타일과 몽환적인 배경으로 관심을 받았고, 이어 31일날 〈방콕 시티〉 음원을 공개했다. 원래 이 노래는 방송 활동을 할 계획이 없었지만, 팬들의 요청으로 4월 1일 《뮤직뱅크》에서 첫 무대를 선보였다. 이 날 무대에서 오렌지캬라멜은 의상이 노출은 없지만, 너무 타이트해 선정적이라고 지적을 받았다. 일본에서의 "Bang!" 활동이 끝난 후, 2011년 10월 8일 유닛 오렌지 캬라멜이 세 쌍둥이의 컨셉으로 앨범 자켓 사진을 공개하였고, 2011년 10월 11일에는 티저를 공개하였으며, 2011년 10월 13일 12시에 오렌지 캬라멜의 아시아 프로젝트 2탄인 미니 앨범 샹하이 로맨스를 발매하였고, 2011년 10월 14일 KBS2 뮤직뱅크에서 중국 전통의상인 치파오를 입고 컴백하였다. 또 오렌지 캬라멜의 3번째 미니 앨범 샹하이 로맨스의 동명의 타이틀곡 "샹하이 로맨스"의 작사가가 슈퍼주니어의 멤버 희철이라는 사실이 알려지면서 관심을 받았다.
2011년 7월 20일에는 가희, 정아, 유이, 나나로 이루어진 애프터스쿨 레드, 주연, 레이나, 리지, 이영으로 이루어진 애프터스쿨 블루로 나눠 유닛을 결성하였고, 2011년 7월 25일에는 "The 4th Single Album - Red"와 "The 4th Single Album - Blue"를 발매하였다. 레드는 싱글의 타이틀 곡인 〈밤 하늘에〉로, 블루는 1990년대 걸 그룹의 감성을 표방한 〈원더보이 (Wonder Boy)〉로 활동하였다. 또한 두 싱글에 각각 수록곡으로 실린 〈Hollywood〉와 〈Lady〉는 애프터스쿨 전원이 부른 곡이다.

## 이전 구성원
| 이름   | 소개 |
| ------ | --- |
| 레이나 | - 본명: 오혜린 - 생년월일: 1989년 5월 7일(36세) - 출생지: 대한민국 울산광역시 - 학력: 호원대학교 방송연예과 - 유닛그룹: 오렌지캬라멜 - 활동기간: 2009년 11월 25일 ~ 2020년 1월                             |
| 나나   | - 본명: 임진아 (林珍兒) - 생년월일: 1991년 9월 14일(33세) - 출생지: 대한민국 충청북도 청주시 - 학력: 서울종합예술실용학교 뷰티예술학부 - 유닛그룹: 오렌지캬라멜 - 활동기간: 2009년 11월 25일 ~ 2020년 1월  |
| 이영   | - 본명: 노이영 - 생년월일: 1992년 8월 16일(32세) - 출생지: 대한민국 강원도 춘천시 - 학력: 경희대학교 국제캠퍼스 포스트모던음악학과 - 활동기간: 2011년 4월 28일 ~ 2020년 1월                                |
| 유소영 | - 본명: 주소영 - 생년월일: 1986년 3월 29일(39세) - 출생지: 대한민국 서울특별시 - 학력: 중앙대학교 연극영화학부 (졸업) - 활동기간: 2009년 1월 15일 ~ 2009년 10월 29일                                       |
| 베카   | - 본명: 레베카 킴 (Rebecca Kim) - 생년월일: 1989년 8월 11일(35세) - 출생지: 미국 하와이주 호놀룰루 - 활동기간: 2009년 1월 15일 ~ 2011년 6월 20일                                                           |
| 가희   | - 본명: 박지영 (朴祉映) - 생년월일: 1980년 12월 25일(44세) - 출생지: 대한민국 대구광역시 - 학력: 서경대학교 영화영상학과 - 활동기간: 2009년 1월 15일 ~ 2012년 6월 5일                                      |
| 이주연 | - 이름: 이주연 (李周妍) - 생년월일: 1987년 3월 19일(38세) - 출생지: 대한민국 서울특별시 - 학력: 동덕여자대학교 방송연예과 (졸업) - 활동기간: 2009년 1월 15일 ~ 2014년 12월 22일                            |
| 정아   | - 본명: 김정아 (金廷娥) - 생년월일: 1983년 8월 2일(41세) - 출생지: 대한민국 인천광역시 - 학력: 경민대학교 뮤지컬연기과 (중퇴) - 활동기간: 2009년 1월 15일 ~ 2016년 1월 28일                                |
| 유이   | - 본명: 김유진 (金幽珍) - 생년월일: 1988년 4월 9일(37세) - 출생지: 대한민국 대전광역시 - 학력: 성균관대학교 연기예술학과 - 활동기간: 2009년 4월 9일 ~ 2017년 5월 31일                                      |
| 리지   | - 본명: 박수영 (朴修映) - 생년월일: 1992년 7월 31일(32세) - 출생지: 대한민국 부산광역시 - 학력: 경희대학교 포스트모던음악학과 (휴학) - 유닛그룹: 오렌지캬라멜 - 활동기간: 2010년 3월 25일 ~ 2018년 5월 1일 |
| 이가은 | - 이름: 이가은 - 생년월일: 1994년 8월 20일(30세) - 출생지: 대한민국 서울특별시 용산구 - 학력: 동덕여자대학교 방송연예과 - 활동기간: 2012년 6월 20일 ~ 2019년 7월 6일                                       |